# Helmut A. Müller (Akustiker)
Helmut A. Müller (* 30. November 1929 in Neuburg an der Donau; † 15. September 2015) war ein deutscher Akustiker.
Müller studierte nach dem Abitur in Neuburg an der Donau ab 1949 Physik an der Ludwig-Maximilians-Universität München als Schüler von Lothar Cremer. 1954 schloss er sein Studium mit dem Diplom ab, wobei er die Akustik des Münchner Herkulessaals mit akustischen Messungen untersuchte. 1958 übernahm er das Münchner Ingenieurbüro seines Lehrers Cremer (der einem Ruf an die TU Berlin folgte), aus dem 1962 das Schalltechische Beratungsbüro Müller-BBN in München hervorging, unter Beteiligung von Cremer, Manfred Heckl (der ein Schulfreund und ebenfalls Student von Cremer in München und Berlin war), Ludwig Schreiber und Leo Beranek von Bolt, Beranek & Newman (BBN). Sein Ingenieurbüro Müller-BBM existiert noch heute und hat rund 1000 Mitarbeiter. Der Hauptsitz ist in Planegg, es gibt aber rund 30 Unternehmen in der international aufgestellten Gruppe.
Helmut A. Müller unterrichtete neben seiner Tätigkeit als Ingenieur Physik an der Schule für Geigenbau in Mittenwald und war Dozent an der Technischen Fachhochschule München.
2005 erhielt er das Bundesverdienstkreuz am Bande. 1999 erhielt er die Helmholtz-Medaille der Deutschen Gesellschaft für Akustik.
Er wurde auf dem Friedhof in Planegg beerdigt.
2020 wurde vom Gemeinderat Planegg beschlossen, die Straße an der der Hauptsitz des Unternehmens liegt, in Helmut-A.-Müller-Straße umzubenennen.

## Schriften
- mit Manfred Heckl (Hrsg.): Taschenbuch der Technischen Akustik. Springer, Berlin 1975, ISBN 3-540-06780-9. 2. Auflage 1995, ISBN 3-540-54473-9.
- mit Lothar Cremer: Die wissenschaftlichen Grundlagen der Raumakustik. Hirzel, Stuttgart 1976, DNB 550300317.